# Rivière du Coucou
Rivière du Coucou är ett vattendrag i Kanada.   Det ligger i provinsen Québec, i den sydöstra delen av landet, 240 km norr om huvudstaden Ottawa.
I omgivningarna runt Rivière du Coucou växer i huvudsak blandskog. Trakten runt Rivière du Coucou är nära nog obefolkad, med mindre än två invånare per kvadratkilometer.